# میرزا اسدالله باسمه‌چی
میرزا اسدالله باسمه‌چی از رجال فرهنگی ایران در دوران قاجاریه و از پیش‌گامان صنعت چاپ و مطبوعات در ایران است.
وی که متولد فارس است به همراه محمدجعفر ادیب شیرازی و میرزا صالح شیرازی نخستین نشریه ادواری ایران با نام کاغذ اخبار را تأسیس نموده و به چاپ رساندند.
میرزا اسدالله باسمه‌چی نخستین چاپکار ایران شناخته می‌شود.